# NXT TakeOver: San Antonio
NXT TakeOver: San Antonio  è stata la tredicesima edizione show della serie NXT TakeOver, prodotto dalla WWE per il roster di NXT, e trasmesso in diretta sul WWE Network. L'evento si è svolto il 28 gennaio 2017 al Freeman Coliseum di San Antonio (Texas).

## Storyline
La serie di NXT TakeOver, riservata ai lottatori di NXT, è iniziata il 29 maggio 2014, con lo show tenutosi alla Full Sail University di Winter Park (Florida) e trasmesso in diretta sul WWE Network.
Durante l'evento, Seth Rollins (appartenente al main roster) ha fatto un'apparizione sul ring per chiamare Triple H, venendo tuttavia scortato fuori da un gruppo di agenti della sicurezza.

## Risultati
| # | Match | Stipulazioni                                     | Durata |
| - | --- | ------------------------------------------------ | ------ |
| N | Ember Moon ha sconfitto Aliyah                                                                                    | Single match                                     | 03:22  |
| N | Tyler Bate ha sconfitto Oney Lorcan                                                                               | Single match                                     | 05:00  |
| N | No Way Jose ha sconfitto Elias Samson                                                                             | Single match                                     | 06:00  |
| 1 | Eric Young (con Alexander Wolfe e Killian Dain) ha sconfitto Tye Dillinger                                        | Single match                                     | 10:55  |
| 2 | Roderick Strong ha sconfitto Andrade "Cien" Almas                                                                 | Single match                                     | 11:40  |
| 3 | The Authors of Pain (Akam e Rezar) (con Paul Ellering) hanno sconfitto #DIY (Johnny Gargano e Tommaso Ciampa) (c) | Tag Team match per l'NXT Tag Team Championship   | 14:30  |
| 4 | Asuka (c) ha sconfitto Billie Kay, Nikki Cross e Peyton Royce                                                     | Fatal 4-Way match per l'NXT Women's Championship | 09:55  |
| 5 | Bobby Roode ha sconfitto Shinsuke Nakamura (c)                                                                    | Single match per l'NXT Championship              | 27:15  |

La lettera N indica un match andato in onda nella successiva puntata di NXT.